# Montecavolo
Montecavolo is een plaats (frazione) in de Italiaanse gemeente Quattro Castella.